# Meytal Cohen
Meytal Cohen (en hebreo: מיטל כהן‎) (Ramat Gan, 9 de agosto de 1983) es una baterista israelí-estadounidense y una de los fundadores de la banda de heavy metal Meytal. Nació en Ramat Gan, Israel y es la menor de siete niños, con cuatro hermanas y dos hermanos. Su proyecto de vídeos en línea, el cual inició en 2010, la mostraba interpretando covers en batería de canciones populares de rock y heavy metal, adquiriendo un gran número de fanes, resultando en más de 100 millones de visualizaciones en total.

## Educación y primeros años
Meytal Cohen nació en Ramat Gan, la séptima niña de una familia grande. Sus padres nacieron en Irak. Estudió claqué, y se graduó con un major en teatro de la secundaria Blich en Ramat Hen; A la edad de 18 años, empezó a tocar la batería, y sirvió durante dos años en las Fuerzas de Defensa de Israel. Luego de culminar su servicio, se mudó a la de 20 años a Los Ángeles. Estudió en Los Angeles College of Music, graduándose con un major en percusión.

## Carrera
Después de graduarse del Los Angeles College of Music, tocaba para su banda Metaphor, la cual además estaba conformada por Tina Guo en chelo, Anna Stafford con el violín, y Ali Wood en el piano, yéndose de gira por Australia, los Estados Unidos, México, Europa y América del Sur en 2007. La banda femenina de covers de Led Zeppelin "Moby Chick" se les unió en su gira por Puerto Rico.
En 2010, Cohen tuvo la idea de iniciar un proyecto de video en línea, interpretando "versiones en batería" de canciones de rock populares. Esto le ha traído una base de fanes y reconocimiento a nivel mediático: Su versión de 2009 de Toxicity, de la banda System of a Down, la cual fue rechazada en el programa de televisión America's Got Talent, ha tenido hubo aproximadamente 10.9 millones de vistas hasta 2016;  su serie de clips en YouTube superaron las 60 millones de vistas acumuladas en 2014. Su número de seguidores en la red social Facebook en 2013 llegó a ser mayor que el de cualquier otra mujer israelí, superando incluso a la supermodelo israelí Bar Refaeli, con 369.000 "me gusta", por encima del entonces presidente Shimon Peres pero siendo sólo superada por el primer ministro Benjamin Netanyahu. Ha aparecido en programas musicales de Estados Unidos y de Australia.
El 9 de julio de 2013, Cohen empezó una campaña de micromecenazgo en la plataforma para proyectos creativos Kickstarter, llamada "Breaking YouTube", cuyo propósito era recaudar fondos para crear música original, grabar un álbum y desarrollarse más allá de tocar versiones en YouTube. El 10 de agosto de 2013, su campaña en Kickstarter recuadó US$ 144.341 con 3.173 "partidarios", mucho más de los 60.000 dólares que esperaba recaudar como máximo.

## Alchemy
En agosto de 2015, Meytal presentó su primer álbum de estudio, titulado Alchemy. Coproducido por Cohen y Sahaj Ticotin, el álbum alcanzó el Núm. 1 en la Cartelera de Top Heatseekers, Núm. 5 en la de Álbumes de Hard Rock y Núm. 7 en la de Álbumes Independientes de la revista Billboard.
Su álbum Alchemy ha sido muy bien recibido por la crítica especializada, con algunos incluso llamando a Alquimia "todos los mejores elementos de una banda mainstream de hard rock, mejor trabajados".

## Banda de rock
Para grabar su primer álbum, Cohen decidió agruparse en una banda, denominada "Meytal", la cual produjo su primer álbum, Alchemy, en 2015.
Los integrantes son:

### Integrantes
- Eric Emery (voz)
- Travis Montgomery (guitarra principal)
- Doc Coyle (guitarra secundaria, coros)
- Anel Pedrero (bajo, guitarra secundaria)
- Meytal Cohen (batería)
- Pancho Lopez (trombón)

### Integrantes anteriores
- Sahaj Ticotin - guitarra principal, coros (2013-2014)
- Gil Baram - guitarra principal (2013)
- Alex Reyes - guitarra secundaria (2014)
- Amy Alison Clark - bajo (2013)
- Anna Sentina - bajo (2014)

## Discografía
Álbum de estudio
- Alchemy (2015)

Sencillo
- Dark Side Down (2014)

Álbume en directo 

- Alchemy live (2016)